# Bergkirche Maria-Hilf (Eschenbach in der Oberpfalz)

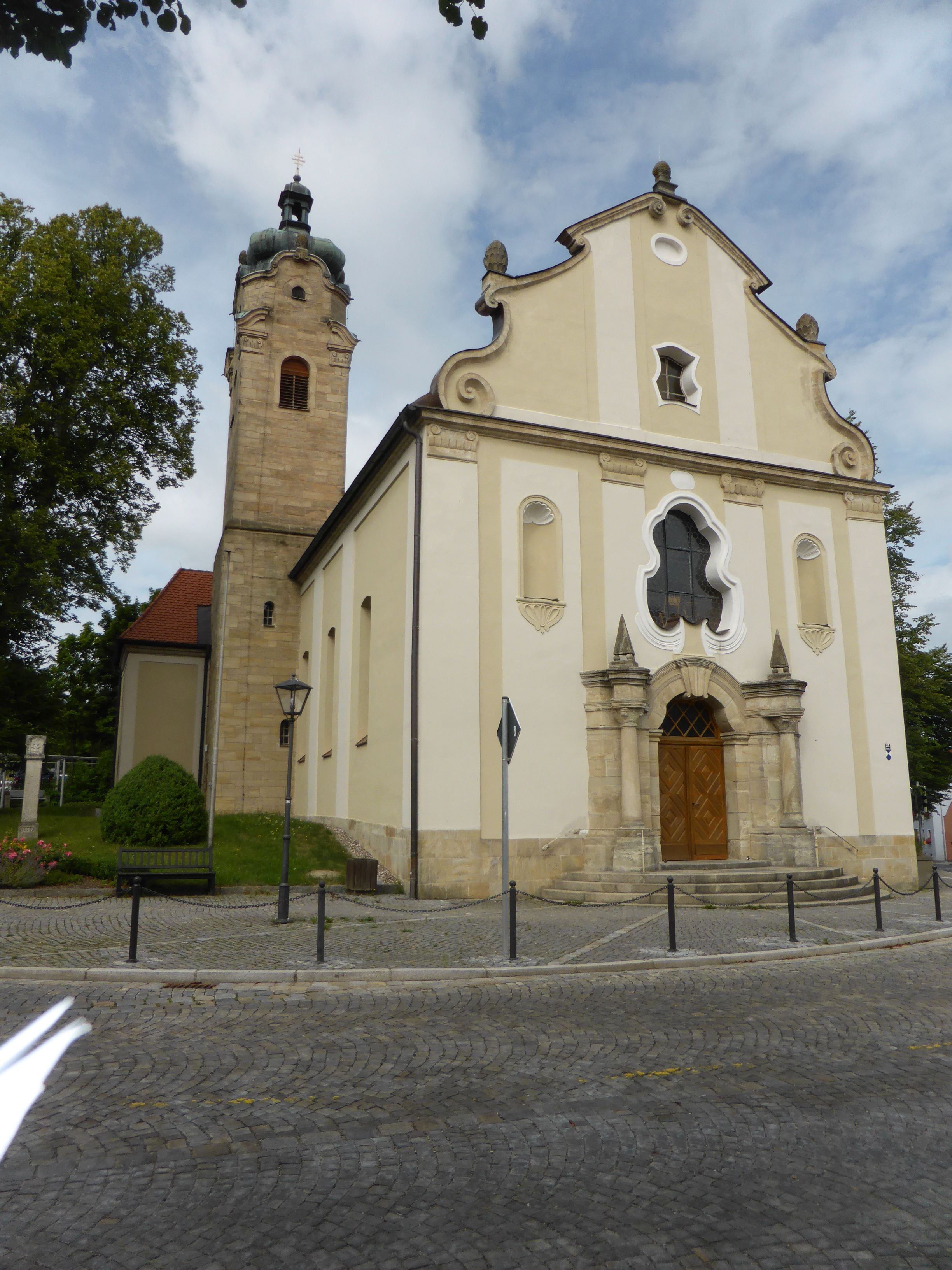
Katholische Maria-Hilf-Bergkirche (Eschenbach in der Oberpfalz)

Die Bergkirche Maria-Hilf ist eine römisch-katholische Kirche in Eschenbach in der Oberpfalz. Sie gehört zur Pfarrei St. Laurentius Eschenbach und ist unter der Nr. D-3-74-117-12 in die Bayerische Denkmalliste eingetragen.

## Geschichte
Die Kirche wurde 1771–1774 an der höchsten Stelle der Stadt im Stil des Rokoko errichtet. Zuvor stand dort vor dem oberen Tor der Stadt eine kleine Mariahilfkapelle, die aufgrund eines Gelübdes 1683 errichtet worden war. Die jetzige Kirche wurde 1972–1978 außen renoviert und farblich gefasst.

## Baubeschreibung
Die Kirche ist ein einschiffiges Gotteshaus mit eingezogenem Chor. Sie wurde von dem Baumeister Wolfgang Diller aus Amberg errichtet.
Der 26 m hohe Turm der Kirche wurde 1906 nach Plänen des Weidener Bauamtassessors Anding von dem Eschenbacher Maurermeister Karl Luber erbaut.

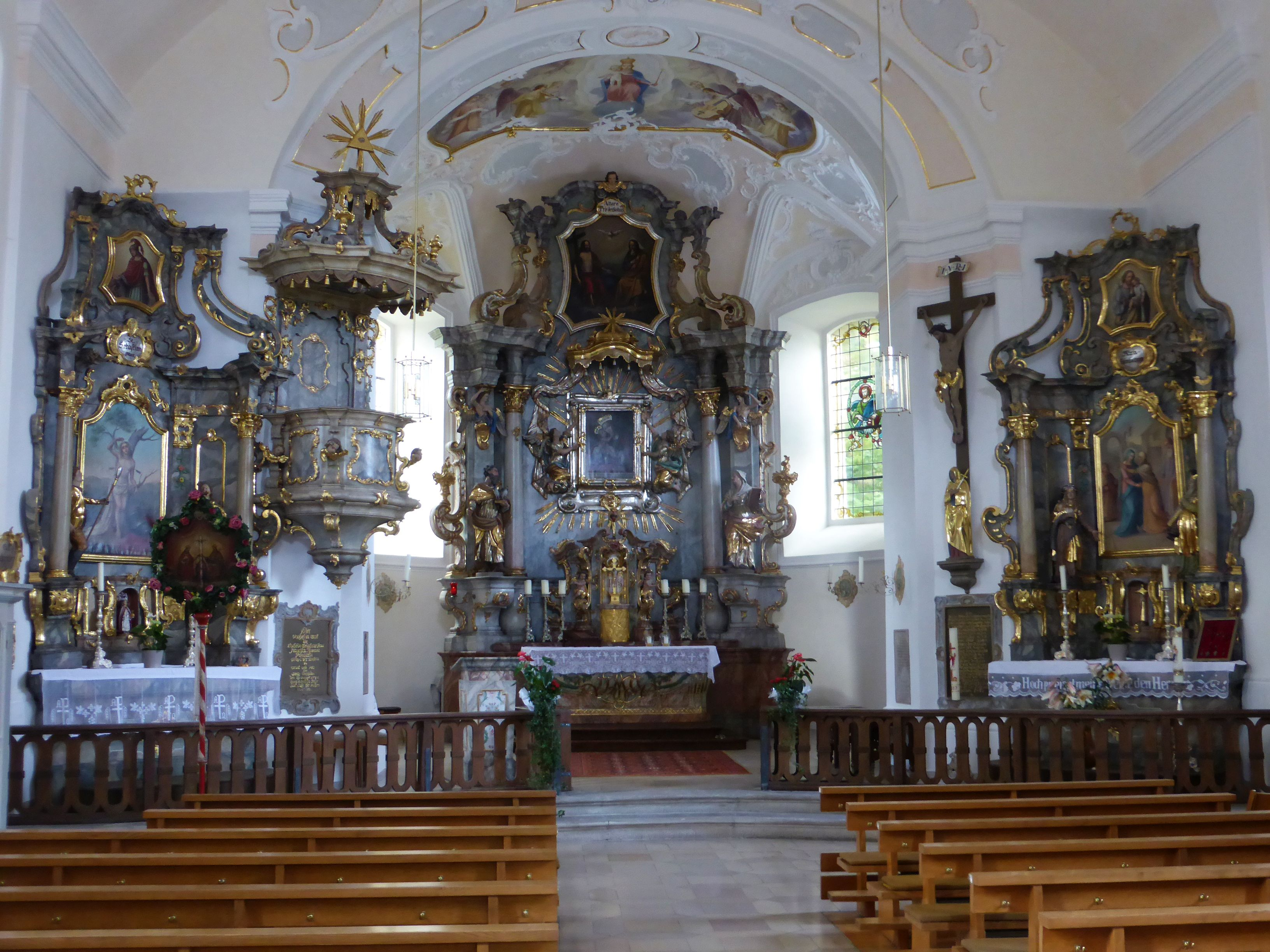
Innenraum der Bergkirche Maria-Hil

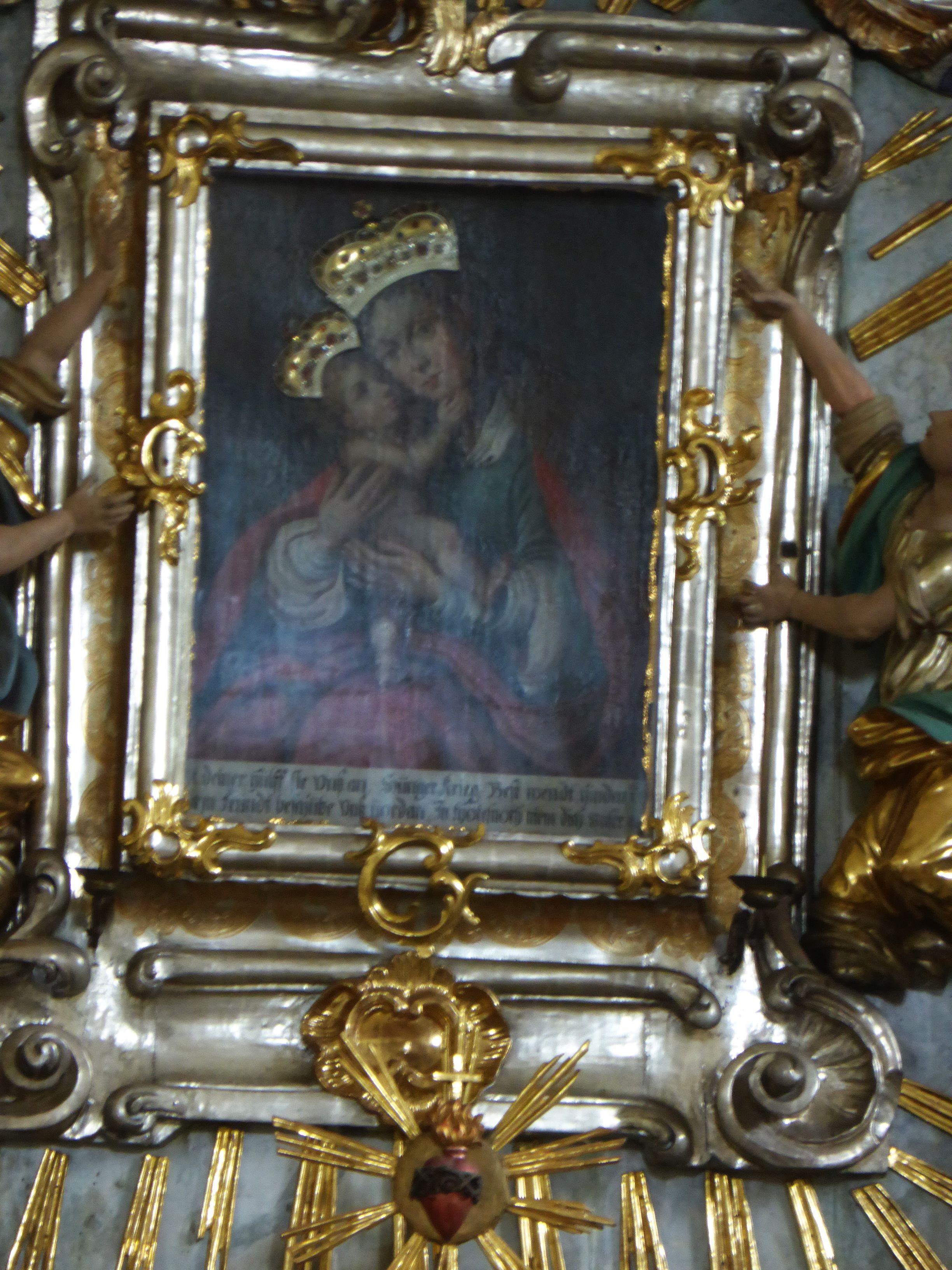
Gnadenbild nach Lucas Cranach

## Ausstattung
Hochaltar und Kanzel wurden 1778 vom Bildhauer Joachim Schlott geschaffen und 1788/79 von dem Amberger Maler Wolfgang Pößl gefasst. Das Bild der Heiligen Dreifaltigkeit im Auszug des Hochaltars stammt von Joachim Michael Wild. Links steht eine Figur des Heiligen Josef, rechts der Heiligen Anna. Im Hochaltar befindet sich das  Gnadenbild Mariahilf. Das Bild ist eine abgewandelte Kopie eines Bildes von Lucas Cranach dem Älteren. Das Bild zog  im 18. Jahrhundert einen Strom von Wallfahrern an. Die beiden Glasgemälde an der nördlichen Kirchenseite neben dem Hauptaltar erinnern mit den Darstellungen der Heiligen Dreifaltigkeit und Maria Königin an die Gefallenen des Ersten Weltkrieges.
Der rechte Seitenaltar enthält das Bild Mariä Heimsuchung und die Statuen der Heiligen Elisabeth und des Heiligen Zacharias. Neben diesem Altar hängt ein großes Kruzifix, am Fuße steht Maria.  Der linke Seitenaltar zeigt als Altarbild den Heiligen Sebastian, im Auszug den Heiligen Florian; links steht eine Figur des Heiligen Wendelin und rechts der Heiligen Notburga.
Die Kirche enthält ferner mehrere Epitaphien regionaler Amtsträger.
Die ursprünglichen Deckenfresken wurden in den dreißiger Jahren des vorigen Jahrhunderts übertüncht und 1957/58 durch die von dem Münchener Maler Josef Wittmann geschaffenen Bilder Aufnahme Mariens in den Himmel und Maria Königin ersetzt.

## Orgel
Bis 1977 stand dort ein Orgelgehäuse, das eindeutig dem Typus von Friedrich Specht (Amberg) entspricht. Die jetzige Orgel wurde 1977 von Hermann Kloss aus Kelheim gebaut.

## Glocken
Die Kirche besitzt drei Glocken:
- St.-Marien-Glocke (a′), gegossen 1954 von der Firma Rudolf Perner in Passau, Gewicht 355 kg
- St.-Konrads-Glocke (e′′), ebenfalls von der Firma Rudolf Perner 1954 gegossen, Gewicht 213 kg
- St.-Sebastian-Glocke (d′′), gegossen 1910 von den Gebrüdern Klaus aus Heidingsfeld, Gewicht 180 kg.